# 班奇
班奇（全名：Jhon Miky Benchy Estama，1994年6月14日—），海地裔台灣足球員，司職前鋒，現時效力台灣企業甲級足球聯賽航源F.C.，代表中華台北男子足球代表隊。

## 球員生涯
班奇出生在海地昂薩加萊，8歲的時候就有人介紹加入當地足球青訓隊，15就已經跟Violette AC簽訂職業合約。曾短暫效力美國紐約紅牛青訓隊，隨後又回到海地鮑思高新堡足球會效力。其曾在2018年跟隨著Violette AC贏得乙級聯賽冠軍。
班奇於2019年離開海地，並與台灣企業甲級足球聯賽航源F.C.簽約一年。該年度在2019年台灣企業甲級足球聯賽總計出場19場比賽並攻入25球，奪得該年金靴獎。在2019年亞洲足協盃上亦有攻入1球的成績。
2020年，班奇轉隊至台灣企業甲級足球聯賽台灣鋼鐵，雙方簽約一年。

## 臺灣企業甲級足球聯賽進球紀錄
| 赛季 | 俱樂部   | 出場紀錄 | 聯賽進球數 | 帽子戲法 |
| ---- | -------- | -------- | ---------- | -------- |
| 2019 | 航源F.C. | 19       | 25         | 3        |
| 2020 | 台灣鋼鐵 | 21       | 16         | 0        |
| 2021 | 台灣鋼鐵 | 12       | 8          | 0        |

## 國際賽事
班奇曾為海地U-20出賽CONCACAF U-20 Championship 2013，以及為海地U-23出賽奧運中北美洲及加勒比海區資格賽。
2024年取得中華民國護照後，入選中華台北足球代表隊，參加在香港舉行的東亞足球錦標賽資格賽，首次上陣對蒙古，便取得個人首個國際賽入球。

## 榮譽

### 團隊
- 台灣企業甲級足球聯賽冠軍 3次（2020年、2021年、2022年）

### 個人
- 台灣企業甲級足球聯賽金靴獎（2019年）

## 外部連結
- Benchy Estama （页面存档备份，存于）在Transfermarkt的球員資料